# Carte marine
Pour les articles homonymes, voir Carte.

Exemple de carte marine actuelle
Zone de séparation du trafic (dans un Dispositif de séparation du trafic)
Mers/Océans
Eaux peu profondes
Terres

La carte marine est un type particulier de carte qui représente les éléments indispensables à la navigation maritime. En adéquation avec la signalisation maritime, elle permet de se situer et de se diriger.
Elle indique essentiellement les sondes et les isobathes (profondeur de l'eau), les dangers (récifs, hauts-fonds, épaves, munitions immergées), la réglementation maritime, la signalisation maritime (phares, balises, bouées) et les amers.
Les cartes marines officielles sont publiées par les services hydrographiques officiels des États côtiers (le SHOM pour la France) ; elles engagent la responsabilité de l'État en cas d'erreur. Des versions simplifiées ou spécialisées destinées à certains utilisateurs (plaisanciers) sont aussi publiées en complément par des éditeurs privés.
En complément ou en remplacement des cartes classiques (papier) où les routes sont tracées et les points portés au moyen de la règle rapporteur, les services hydrographiques publient désormais des cartes électroniques, qui peuvent être visualisées sur des systèmes (comme les ECDIS) directement interfacés avec les instruments de navigation (GPS, sondeur bathymétrique...).

## Histoire

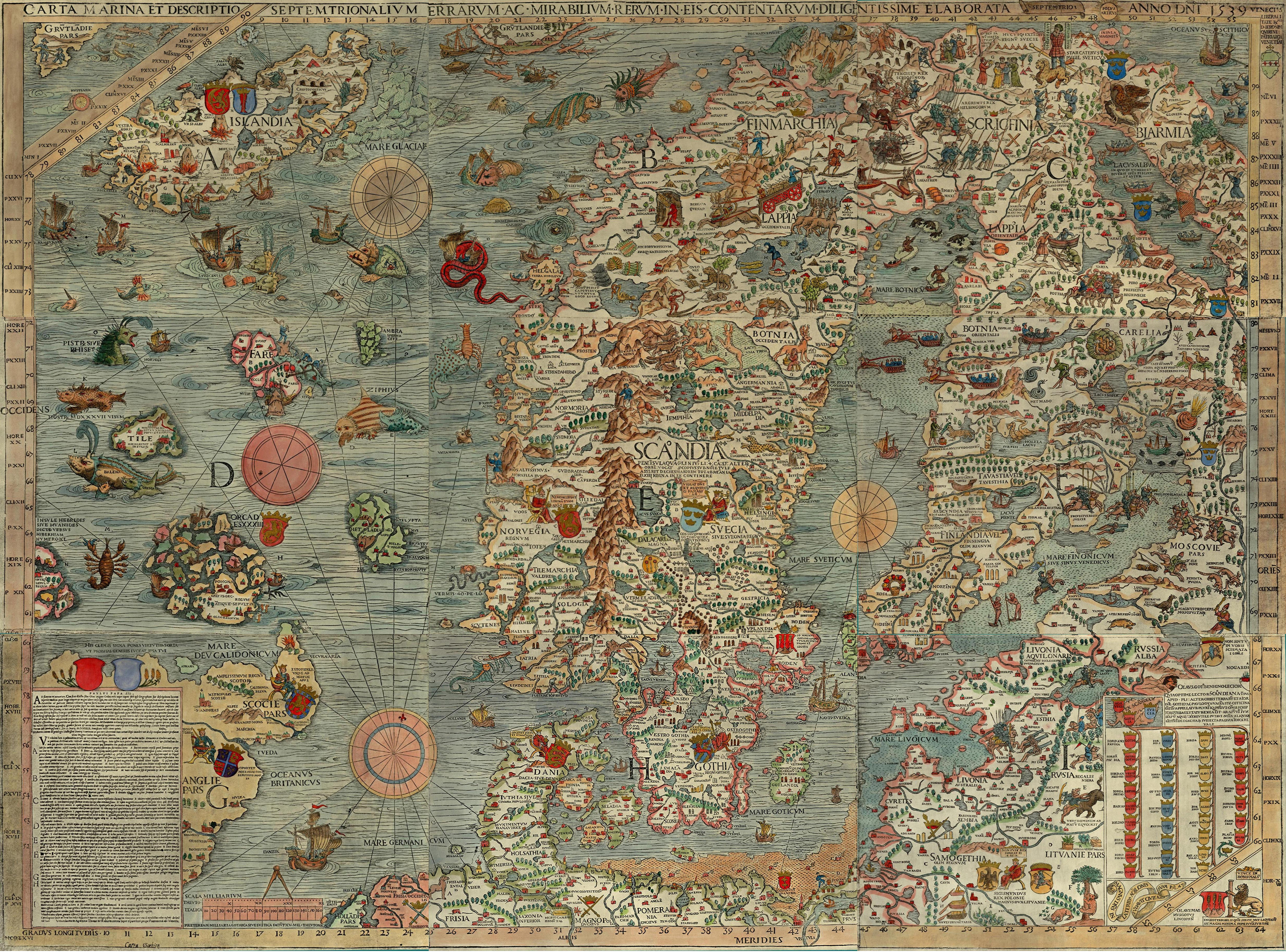
Carta Marina, 1539

La constitution de cartes marines a surtout commencé à compter du XVe siècle lors de l'expansion maritime des grandes nations européennes à l'origine des Grandes découvertes. Elles furent surtout le fait du Portugal, de l'Espagne, des Pays-Bas.
La réalisation de ces cartes était aussi l'une des missions essentielles des explorateurs de l'époque, Vasco de Gama, Fernand de Magellan, Christophe Colomb, , etc. Les états conservaient ces données comme leurs plus précieux trésors.
C'est au XVIIe siècle, avec l'apparition d'instruments de mesure performants, que vont apparaître les premières cartes précises des côtes. Les plus brillants cartographes se trouvent alors aux Pays-Bas, soutenus par la Compagnie néerlandaise des Indes orientales. En France est créé le corps des ingénieurs cartographes.

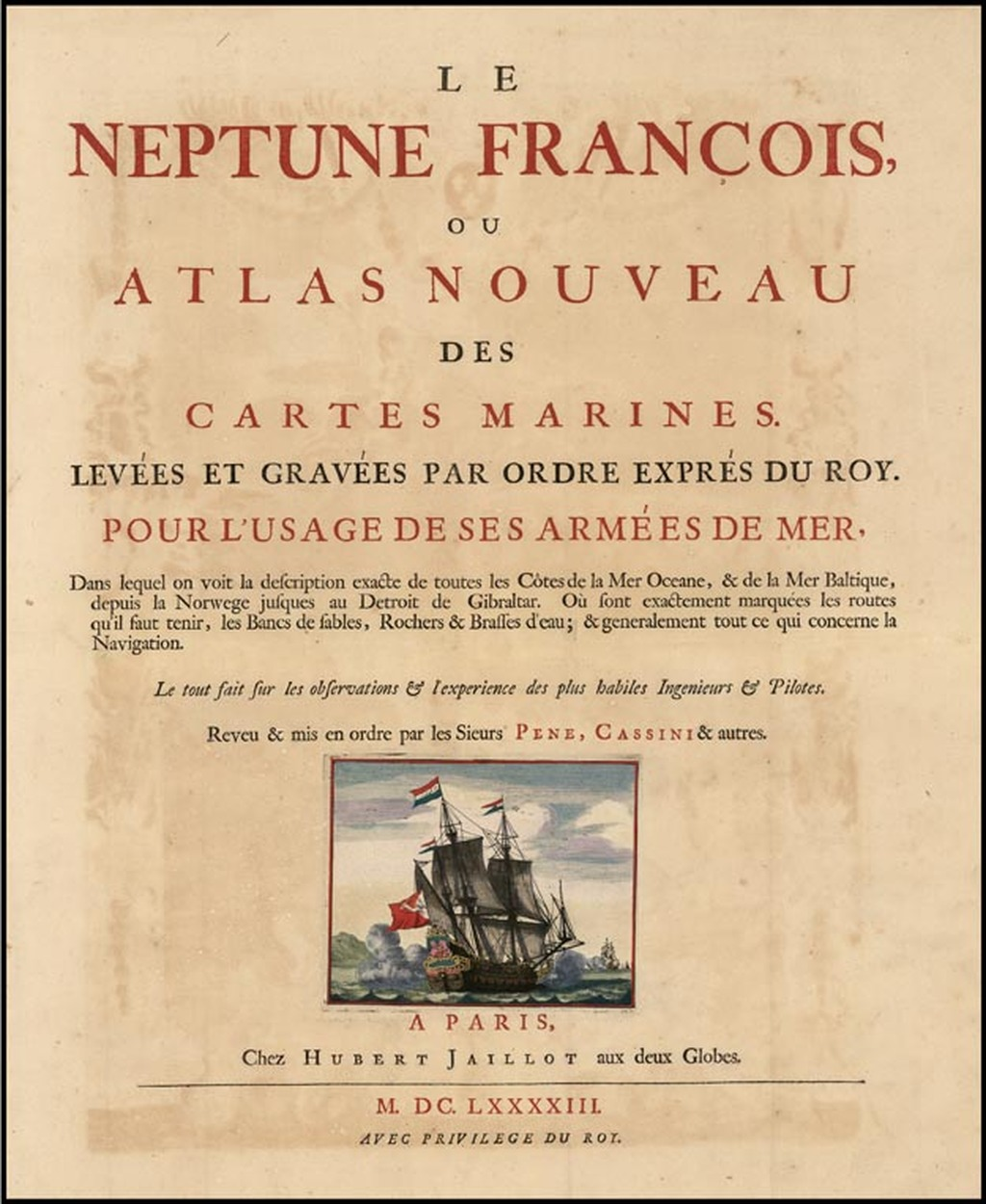
le Neptune Francois ou Atlas Nouveau des Cartes Marines, 1693.

Avant d'arriver entre les mains du navigateur, les cartes cheminaient difficilement dans ce qui n'était qu'une industrie balbutiante. Tout d'abord, le cartographe fournissait à un graveur une forme papier de la carte. Celui-ci produisait une plaque de cuivre, copie en miroir de l'originale. L'imprimeur pouvait alors lancer les impressions papiers. Enfin, les distributeurs, bien souvent dans les ports, étaient chargés de vendre les cartes aux marins. La rentabilité de la production est mauvaise et les cartes sont chères. Chose d'autant plus importante, qu'à l'époque les marins eux-mêmes achetaient leurs instruments de navigation et leurs cartes, souvent sous forme de recueils plus économiques, comme le Neptune Francois.
En 1720, est créé le Dépôt des cartes et plans de la Marine. Ce lieu, à l'origine destiné à conserver les documents de navigation nautique, devient rapidement le lieu de production des cartes. En 1773, il obtient du roi le monopole de la production de cartes marines en France. Mais là encore la rentabilité est faible. On note qu'à une époque, seuls trois employés s'attellent à cette tache titanesque que de représenter les côtes avec précision. Sur les cartes, figurent des tas de représentations exotiques ainsi que des commentaires utiles à la sécurité, comme la présence de tours de contrôle ennemies à proximité de telles ou telles cotes et recommandant un large tour. Il y figure aussi d'hypothétiques îles que l'absence de précision concernant les longitudes a laissé placer sur le papier. En d'autres termes, elles regroupent la masse des savoirs nautiques. 
L'ingénieur Charles-François Beautemps-Beaupré et son équipe réalisent une cartographie exhaustive et précise des côtes de France entre 1816 et 1844. On voit apparaître les isobathes, des alignements et autre aides à la navigation. À cette époque, le paradigme change du tout au tout. Autrefois, les cartes servaient uniquement à se situer globalement dans une région ou pour préparer un voyage. Des pilotes étaient embarqué systématiquement à bord et dès lors que les cotes étaient en vue, les cartes étaient laissée à l'abandon, au profit du savoir pragmatique de ce dernier. Il aurait d'ailleurs été fortement dangereux de se fier uniquement aux cartes à cette époque, leur précision étant proche de la nullité. Un cercle vicieux est donc en place: Pas de précision, pas d'utilisation. Pas d'utilisation, pas de production.
À la fin du XVIIIe siècle, la précision fait enfin son arrivée grâce à la détermination de la longitude et à la triangulation. Les sondes sont elles aussi meilleures car plus nombreuses et des amers bien localisés font leur apparition pour aider les navigants dans les zones côtières dangereuses. Le cercle vicieux est donc brisé, les pilotes débarqués et l'on voit même des capitaines saisir la justice après naufrage, invoquant des imprécisions sur les cartes. Chose impensable auparavant, la carte est devenue référence.
Matthew Fontaine Maury présente en 1853 une carte bathymétrique (en) de l'Atlantique nord. Une commission internationale de nomenclature subocéanique est créée. Julien Thoulet, professeur à la faculté des Sciences de Nancy, en établit des feuilles-types. La première carte bathymétrique générale, initiée par Albert Ier de Monaco, alors président de cette commission internationale, en 1903 et éditée en 1904, est présentée la même année au 8e congrès international de géographie à Washington en 1904. De multiples imperfections entraînent plusieurs corrections dans les éditions (deuxième de 1910 à 1931, troisième de 1935 à 1969, quatrième entre 1958 et 1970, cinquième en 1982). Depuis, la British Oceanographic Data Centre (en) produit un atlas numérique bathymétrique, la General Bathymetric Chart of the Oceans. 
La plus importante collection au monde de cartes marines anciennes et modernes est rassemblée au département des cartes et plans de la Bibliothèque nationale de France.

## Standardisation

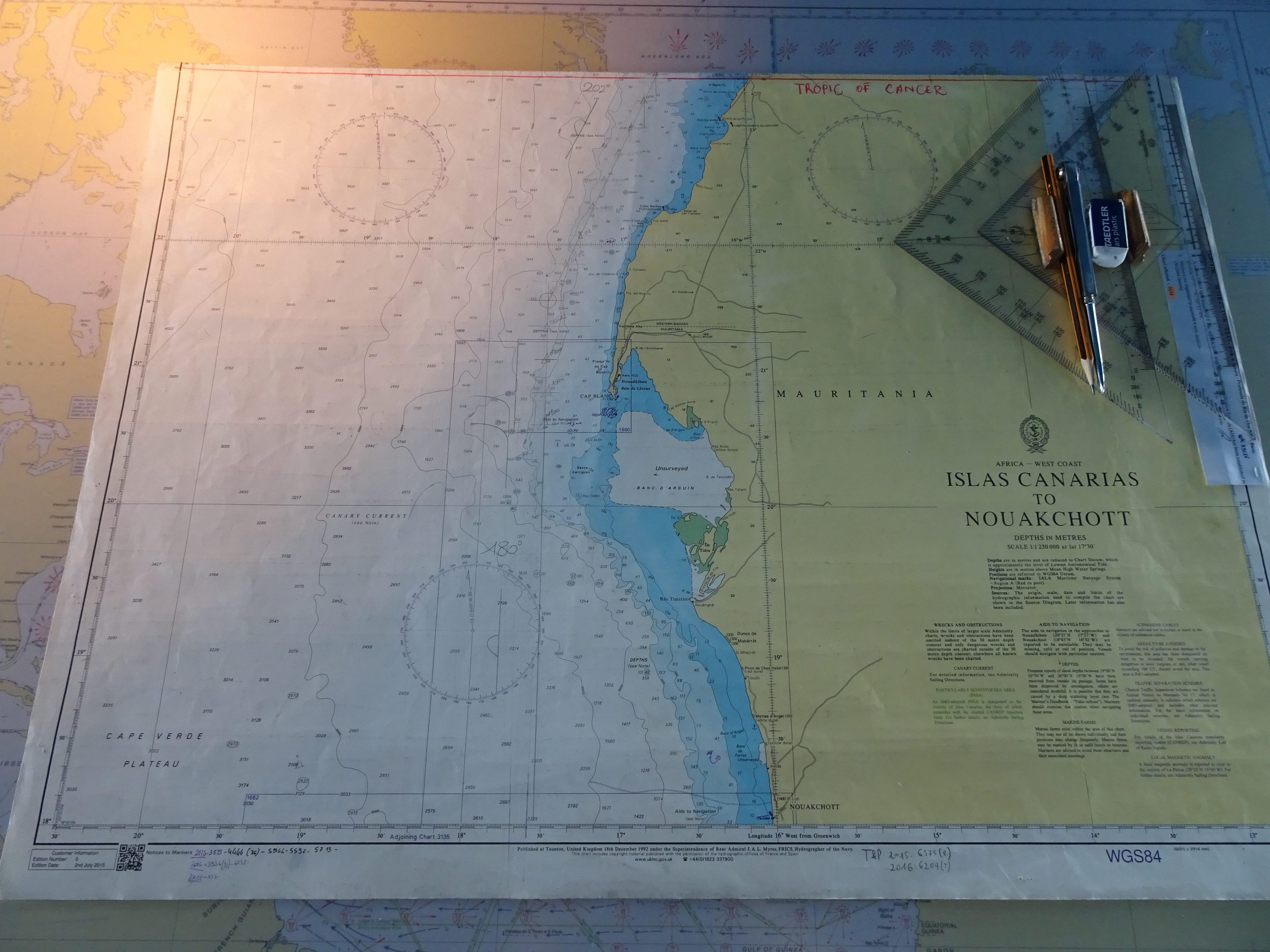
Carte marine des côtes mauritanienne en Afrique de l'Ouest

De nombreux États produisent des cartes marines ; la Convention SOLAS (Safety Of Life At Sea, règle 9, chapitre V) signée dans le cadre de l'Organisation maritime internationale impose d'ailleurs aux États parties à la convention de « prendre des dispositions en vue de rassembler et de compiler les données hydrographiques et de publier, diffuser et tenir à jour tous les renseignements nautiques nécessaires pour assurer la sécurité de la navigation. » 
Les cartes officielles (classiques ou électroniques) respectent le plus souvent les normes et recommandations de l'Organisation hydrographique internationale.
En France, on peut trouver en téléchargement, après inscription, l'ouvrage 1D du SHOM qui répertorie les symboles et abréviations utilisés sur les cartes marines.
Les cartes marines, qu'elles soient en format papier ou électronique, sont régulièrement mises à jour. Les cartes électroniques se mettent à jour grâce à une connexion à un serveur spécialisé, et les correctifs pour les cartes papier sont édités régulièrement (toutes les semaines par le SHOM par la publication des Gans).

## Projection, système de référence
La plupart des cartes marines utilisent la projection de Mercator du nom de son inventeur Gerardus Mercator. C'est une projection conforme qui conserve les angles (ce qui permet de reporter directement sur la carte les angles mesurés au compas, et vice-versa) mais pas les distances (l'échelle de la carte variant avec la latitude) ni les surfaces (contrairement aux projections équivalentes).
Elles utilisent plusieurs systèmes de référence :
- Un système altimétrique pour indiquer l'altitude des points terrestres utiles à la navigation ;
- Un système bathymétrique pour indiquer la profondeur de l'eau par rapport à une référence ;
- Un système de coordonnées (système géodésique) pour localiser les éléments portés sur la carte en latitude et longitude.

### En France
En France, les cartes marines sont éditées par le SHOM. Elles utilisent comme références :
- pour l'altitude en métropole, le zéro du nivellement général de la France, système de référence de l'IGN.
- pour la profondeur, le niveau zéro hydrographique (ou zéro des cartes marines), qui est choisi au voisinage du niveau d'eau des plus basses mer astronomiques.
- pour les coordonnées, le WGS 84, système géodésique associé aux coordonnées fournies par le GPS.

La migration des cartes en WGS 84 n'est faite que sur les cartes éditées depuis 2001. La plupart des anciennes cartes utilisent pour l'Europe le système européen 1950 (ED50), ou des systèmes locaux ; les corrections nécessaires pour passer de ces systèmes au WGS 84 sont généralement de l'ordre de quelques dizaines de mètres, mais peuvent atteindre plusieurs centaines de mètres dans certaines régions du monde, les modifications à apporter sont en général marquées dans les notas.
Par ailleurs, la carte libre OpenSeaMap se constitue progressivement.